# Witheringia laxissima
Witheringia laxissima là loài thực vật có hoa trong họ Cà. Loài này được (Standl.) D'Arcy miêu tả khoa học đầu tiên năm 1987.